# Andoni Monforte Arregui
Andoni Monforte Arregui (Mallabia, 12 de juny de 1946) és un advocat i polític basc, diputat al Congrés dels Diputats en la Constituent, I i II Legislatures i al Parlament Europeu.
Es llicencià en Dret a la Universitat de València i s'inicià com a advocat de les cooperatives d'Arrasate de 1972 a 1977.
Militant del Partit Nacionalista Basc (PNB), fou elegit diputat per Guipúscoa a les eleccions generals espanyoles de 1977, 1979 i 1982. El 1978 fou nomenat també conseller de Sanitat i Seguretat Social del Govern Basc. També fou membre de les comissions parlamentàries d'Administracions públiques i Afers exteriors. El 1986 fou escollit representant espanyol al Parlament Europeu a Estrasburg.